# Корсары: Возвращение легенды
«Корсары: Возвращение легенды» — ролевая компьютерная игра. Также её можно отнести к симуляторам и экшенам. Разработана командой Seaward.ru на движке Storm 2.6 от игры Корсары III и издана компанией Акелла 21 февраля 2007 года. Продолжает серию игр «Корсары». Действие игры происходит в XVII веке в Карибском море. Персонаж начинает играть с 1 января 1665 года. Как и в предыдущих частях, можно играть за одну из четырёх фракций — Англию, Францию, Голландию или Испанию.

## Новое в игре
- Гигантские морские просторы для исследований, вместо вымышленного архипелага — реально воссозданные острова Карибского бассейна
- Уникальный игровой мир, живущий независимо от героя
- Множество квестов, которые можно проходить разными способами
- Переработанный движок Storm 2.5 (до версии движка 2.6)
- Новая ролевая система PIRATES
- Улучшенная боевая система

## Игровой процесс
В начале игры вы выбираете персонажа, за которого будете играть — Диего Эспиносу, Эдварда Тича, или за Александра Эксквемелина, после патча 1.2.3 появляется ещё множество героев. Также вы выбираете нацию, сложность игры — от юнги до невозможного, и тип героя — авантюрист, торговец или корсар, настраиваете бой и игру. Новая ролевая система игры PIRATES, названа по первым буквам английских наименований характеристик героя — Power (Сила), Impression (Восприятие), Reaction (Реакция), Authority (Лидерство), Talent (Обучаемость), Endurance (Выносливость), Success (Удача). Эти характеристики влияют на скорость развития 14 умений персонажа, которые делятся на личные (авторитет, легкое оружие, среднее оружие, тяжелое оружие, пистолеты, везение и скрытность) и корабельные (навигация, меткость, орудия, абордаж, защита, ремонт, торговля). Некоторые сюжетные персонажи — реальные исторические личности той эпохи — Генри Морган, Томас Модифорд, Бертран д'Ожерон, Франсуа Олоне, Рок Бразилец и другие, а квесты построены на реальных событиях, происходящих в это время — захват Панамы, испанский золотой флот.

### Архипелаг
Острова: Антигуа, Барбадос, Бермуды, Гваделупа, Доминика, Кайман, Куба, Кюрасао, Мартиника, Невис, Пуэрто-Рико, Сен Мартен, Теркс, Тортуга, Тринидад и Тобаго, Эспаньола, Ямайка и другие.